# Okręg Besançon
Okręg Besançon (fr. Arrondissement de Besançon) – okręg we wschodniej Francji. Populacja wynosi 247 tysięcy.

## Podział administracyjny
W skład okręgu wchodzą następujące kantony:
- Amancey,
- Audeux,
- Baume-les-Dames,
- Besançon-Est,
- Besançon-Nord-Est,
- Besançon-Nord-Ouest,
- Besançon-Ouest,
- Besançon-Planoise,
- Besançon-Sud,
- Boussières,
- Marchaux,
- Ornans,
- Quingey,
- Rougemont,
- Roulans.